# Olympic Tin học Sinh viên Việt Nam

Olympic Tin học Sinh viên Việt Nam

Olympic Tin học Sinh viên Việt Nam là kì thi tin học lớn nhất dành cho sinh viên hiện nay. Mục đích của cuộc thi nhằm khuyến khích phong trào học tập, rèn luyện, nghiên cứu sáng tạo CNTT-TT của sinh viên trong các trường Đại học, cao đẳng. Thí sinh cần phải sử dụng kỹ năng lập trình với các ngôn ngữ lập trình phổ biến như: C, C++, Python, Java để giải quyết bài toán sử dụng các kiến thức đã học về cấu trúc dữ liệu và giải thuật. Theo thông lệ, Olympic Tin học được tổ chức vào tháng 12 hàng năm. Thời điểm này đã được coi như những ngày Hội của sinh viên yêu thích CNTT-TT được tuyển chọn qua các kỳ thi từ các trường Đại học và Cao đẳng, những người có ý chí rèn luyện, tự tin bước vào một cuộc đấu trí hấp dẫn, đòi hỏi sự thông minh, sáng tạo. Cũng qua các kỳ OLP, các lớp sinh viên có dịp tự khẳng định mình, đồng thời tự đánh giá trình độ của mình trên bước đường sự nghiệp.
Với khối thi chuyên tin và khối không chuyên, mỗi trường đại học được tham dự tối đa 3 sinh viên. Với khối thi siêu cúp mỗi trường được tham dự tối đa 10 sinh viên. Cuộc thi Olympic Sinh viên được tài trợ bởi các công ty công nghệ lớn tại Việt Nam như: Viettel, VNPT, FPT, VNG, Shopee vì là cuộc thi giúp cho sinh viên phát triển tư duy và đây cũng là nguồn nhân lực CNTT trẻ tốt nhất Việt Nam

## Khối thi
- Khối cá nhân chuyên Tin học
- Khối cá nhân không chuyên Tin học
- Khối Cao đẳng(Từ năm 2023 khối cao đẳng thi chung với khối không chuyên, với hệ số nhân 1,2 điểm với thí sinh cao đẳng thi khối không chuyên và 1,4 điểm cho thí sinh cao đẳng thi khối chuyên tin).
- Khối siêu cúp